# Charlotte Chapin
Charlotte Chapin, née en 1902 et morte en 1970, est une joueuse de tennis américaine de l'entre-deux-guerres.
Elle a notamment atteint la finale du double dames à l'US Women's National Championship en 1926 aux côtés de Mary Kendall Browne.

## Palmarès (partiel)

### Titre en simple dames
| No | Date       | Nom et lieu du tournoi                | Catégorie | Surface      | Finaliste     | Score         |  |
| -- | ---------- | ------------------------------------- | --------- | ------------ | ------------- | ------------- |  |
| 1  | 23/06/1924 | Pacific Coast Championships, Berkeley |           | Terre (ext.) | Avery Follett | 8-6, 2-6, 6-3 |  |

### Finales en simple dames
| No | Date       | Nom et lieu du tournoi                | Catégorie | Surface      | Vainqueure  | Score    |          |
| -- | ---------- | ------------------------------------- | --------- | ------------ | ----------- | -------- | -------- |
| 1  | 23/06/1923 | Pacific Coast Championships, Berkeley |           | Terre (ext.) | Helen Wills | 6-2, 6-0 | Parcours |
| 2  | 20/06/1925 | Pacific Coast Championships, Berkeley |           | Terre (ext.) | Helen Wills | 6-4, 6-0 | Parcours |

### Finale en double dames
| No | Date       | Nom et lieu du tournoi                 | Catégorie | Surface      | Vainqueures                 | Partenaire          | Score           |          |
| -- | ---------- | -------------------------------------- | --------- | ------------ | --------------------------- | ------------------- | --------------- | -------- |
| 1  | 16/08/1926 | US National Championships Forest Hills | G. Chelem | Gazon (ext.) | Elizabeth Ryan Eleanor Goss | Mary Kendall Browne | 3-6, 6-4, 12-10 | Parcours |

## Parcours en Grand Chelem (partiel)
Si l’expression « Grand Chelem » désigne classiquement les quatre tournois les plus importants de l’histoire du tennis, elle n'est utilisée pour la première fois qu'en 1933, et n'acquiert la plénitude de son sens que peu à peu à partir des années 1950.

### En double dames
| Année | Championnat d'Australasie | Championnat d'Australasie | Internationaux de France | Internationaux de France | Wimbledon | Wimbledon | US National         | US National          |
| 1926  | -                         | -                         | -                        | -                        | -         | -         | Finale Mary Kendall | E. Ryan Eleanor Goss |

Sous le résultat, la partenaire ; à droite, l’ultime équipe adverse.